# Klawock
Klawock é uma cidade localizada no estado americano de Alasca, no Prince of Wales-Outer Ketchikan Census Area.

## Demografia
Segundo o censo americano de 2000, a sua população era de 854 habitantes.
Em 2006, foi estimada uma população de 765, um decréscimo de 89 (-10.4%).

## Geografia
De acordo com o United States Census Bureau, a localidade tem uma área de 2,3 km², dos quais 1,5 km² cobertos por terra e 0,8 km² cobertos por água.

## Localidades na vizinhança
O diagrama seguinte representa as localidades num raio de 48 km ao redor de Klawock.